# Hans Karl Leopold Barkow
Hans Karl Leopold Barkow (ur. 4 sierpnia 1798 w Trent, zm. 23 lipca 1873 we Wrocławiu) – niemiecki anatom i fizjolog, profesor a w latach 1850–1851 rektor Uniwersytetu Wrocławskiego.

## Życiorys
Był synem protestanckiego pastora, a później superintendenta Christiana Joachima Friedricha Barkowa (1755–1836). Otrzymał edukację szkolną od ojca. Uczęszczał do gimnazjum w Greifswald przez pół roku. Od 1815 studiował na Uniwersytecie w Greifswaldzie i Uniwersytecie Friedricha Wilhelma w Berlinie. W 1821 roku został doktorem nauk medycznych. W 1822 habilitował się w 1822 na uniwersytecie w Rostocku. W 1826 został profesorem, w 1835 przeniósł się na Uniwersytet we Wrocławiu. Od 1845 pełnił również funkcję dyrektora Instytutu Anatomicznego, w 1850 był rektorem Uniwersytetu Wrocławskiego.